# Националистическое объединение «Задруга»
Националистическое объединение «Задруга» (пол. Nacjonalistyczne Stowarzyszenie «Zadruga») — польская националистическая и неоязыческая организация, созданная в 2006 году во Вроцлаве, чьё название и идеология восходят к существовавшей во время второй мировой войны организации «Задруга»:79. Основателем и лидером организации является Дариуш «Воислав» Петрик:80:41. На деятельность организации оказывает влияние глава польской организации родноверов «Rodzima Wiara» Станислав Потжебовски:80. Несмотря на то, что националистическое объединение «Задруга» является политической организацией:41, в СМИ её часто ошибочно представляют в качестве неоязыческого религиозного объединения.

## Идеология
«Задруга» ставит целью «культурную революцию» и объединение славян в рамках единого славянского государства, что является отголоском идей культурализма Яна «Стоигнева» Стахнюка. Задруга практически догматизирует гордость принадлежности к арийской расе, семейству лехитов, и приветствует сущность расовой чистоты:219. Российский политолог и историк, научный сотрудник Института славяноведения РАН Олег Неменский считает, что «Задруга» стоит на позициях осуждения «иудеохристианской религии» как «троянского коня» мирового либерализма и коммунизма, ассоциирующегося с «мировым еврейством» и выступает за воспитание «сознательных славян-ариев».

## Деятельность
Задруга ежегодно празднует главные языческие славянские праздники: Вынесение Марены, Купалу, Ильин день, Обжинки, деды и Коляду. Кроме того организация часто участвует в таких мероприятиях как: День «про́клятых солдат» и день независимости Польши. Несмотря на свой антиклерикальный характер, организация порой сотрудничает и с национал-католическими движениями вроде национально-радикального лагеря. Также организация проводит акции с целью сближения славянских народов, таких как пикет, в поддержку сербского Косово и публикация статей призывающих поляков и русских объединяться.
Члены организации часто занимаются тренировками по военной подготовке.

## Численность и состав
Организация состоит из ячеек. По данным польского исследователя Агнешки Гайды, считается, что каждая из них варьируются от нескольких до десятка человек, обычно проявляющих спорадическую активность. По данным на 2009 год действовали ячейки во Вроцлаве, Ченстохове, Рыбнике и Подкарпатье. Также Гайда отмечает деятельность ячеек, хотя и менее активную, в Малой Польше, Померании, городе Зелёна-Гура, Любушском воеводстве. В 2009 году численность активных членов «Задруги» оценивалась в 30 человек:80.

## Символика

Один из символов объединения.

- Сважыца крушвицка — Как символ борьбы и возрождения в народе славянского духа, некоторыми считается традиционным славянским символом бога Сварога[8].
- Топожел
- Родло